# Zapopan
Zapopan ist eine Stadt mit 1.142.483 Einwohnern (Zensus 2010) im mexikanischen Bundesstaat Jalisco. Zapopan liegt in der Agglomeration von Guadalajara und ist zudem Hauptort des Municipio Zapopan, das 1.243.756 Einwohner zählt. Zapopan bildet die nordwestliche Grenze zu Guadalajara und insbesondere im Westen Guadalajaras ist der Übergang fließend. So gehören große Teile von Guadalajaras vornehmen westlichen Stadtvierteln tatsächlich zum Municipio Zapopan.

## Geschichte
Im Jahre 1530 wurde das Gebiet von Nuño Beltrán de Guzmán für Spanien erobert. 1541, während des Mixtón-Krieges, gelangte eine sagenumwobene Marienfigur nach Zapopan, wo ihr zu Ehren die Basílica de Nuestra Señora de Zapopan erbaut wurde.
Ende Mai 2023 wurden in einer 40 Meter tiefen Schlucht nahe Zapopan die verpackten Überreste von mindestens 45 Menschen entdeckt, vermutlich Opfern der Bandenkriminalität. Der Fund wurde im Rahmen der Suche nach vermisst gemeldeten Personen aus den nahen Orten Jardines Vallarta und La Estancia sowie sieben eine Woche zuvor verschwundenen Mitarbeitern eines Callcenters in Zapopan gemacht.

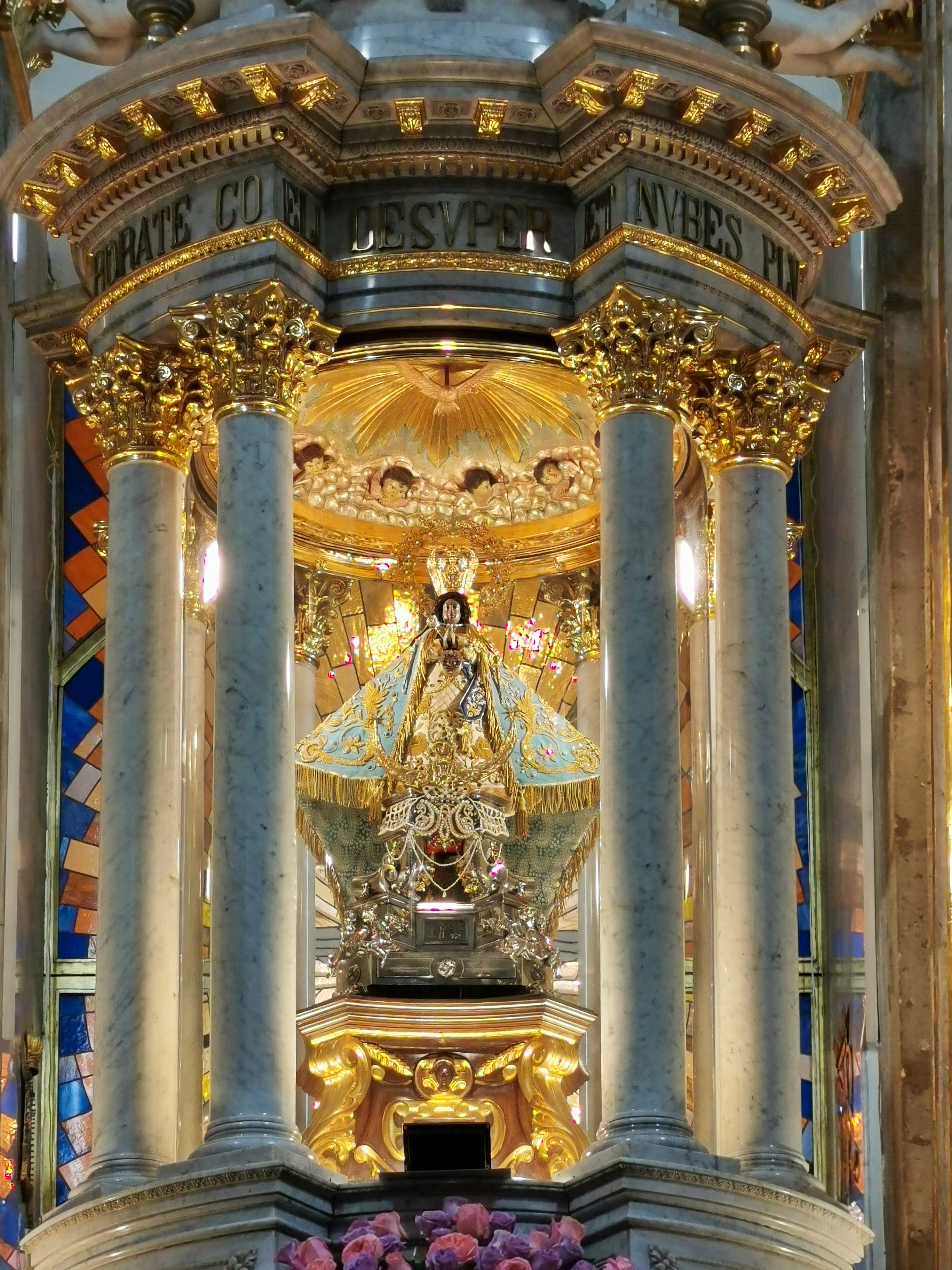
Nische der Jungfrau von Zapopan (Basílica de Zapopan)

## Nuestra Señora de Zapopan
Das berühmteste Bauwerk Zapopans ist die Basílica de Nuestra Señora de Zapopan, die der Jungfrau von Zapopan gewidmete Kirche. Die Jungfrau ist mit der Geschichte Zapopans untrennbar verbunden, weil sie als die eigentliche Gründerin der Stadt gilt. Im Jahre 1541 begab sich der Jesuitenmönch Antonio de Segovia nach Norden, wo die Kämpfe des Mixtón-Krieges besonders heftig waren. Nahe der Stadt Apozol, rund 80 Kilometer nördlich von Zapopan, begegnete er einer Gruppe feindlicher Indianer, die er zu beschwichtigen suchte. Der Legende nach fielen die Indianer plötzlich massenweise ehrfurchtsvoll auf die Knie und übergaben ihre Waffen. Der Anlass hierfür soll ein strahlendes Licht gewesen sein, das von der schmächtigen Figur ausging, die der Mönch auf seiner Brust trug. Die Nachricht verbreitete sich wie ein Lauffeuer und nur wenige Wochen später war der Krieg beendet. Als er sich anschließend wieder nach Süden begab, brachte Segovia die Figur der Jungfrau in die nächstgelegene Siedlung, Zapopan. Deren Bevölkerung soll die Jungfrau sofort freudig aufgenommen haben. Seit 1734 findet alljährlich am 12. Oktober La Romería de la Virgen, eine große Prozession, zu ihren Ehren statt, die regelmäßig eine Vielzahl von Menschen anlockt. Sie schließt mit der Rückkehr der Heiligenfigur den Wallfahrtszyklus „La llevada“ (das Tragen der Jungfrau) ab, der von Mai an in der Region begangen wird. Diese Tradition wurde 2018 in die UNESCO-Liste des immateriellen Kulturerbes der Menschheit aufgenommen.

## Bildung und Sport
In Zapopan befinden sich einige private Universitäten, wie beispielsweise die Universidad Autónoma de Guadalajara (UAG), aus deren Reihen erfolgreiche Sportteams wie die Fußballmannschaft UAG Tecos und das Radsportteam Tecos de la Universidad Autónoma de Guadalajara hervorgehen; die Universidad del Valle de Atemajac (UNIVA), TecMilenio und die Universität UNIVER.

## Städtepartnerschaften

### International
- Antigua, Guatemala
- Cartago, Costa Rica
- Częstochowa, Polen
- Grand Rapids, Michigan, USA
- Kirjat Bialik, Israel
- Marianao, Kuba
- Changwon, Südkorea
- Rosemead, California, USA
- Saginaw, Michigan, USA
- San Pedro Sula, Honduras
- Petropawlowsk-Kamtschatski, Russland

### National
- Atengo, Jalisco
- Bahía de Banderas, Nayarit
- El Grullo, Jalisco
- Veracruz, Veracruz
- Zapotlán el Grande, Jalisco

## Söhne und Töchter der Stadt
- Ignacio Placencia y Moreira (1867–1951), römisch-katholischer Geistlicher und Bischof von Zacatecas
- Pascual Díaz y Barreto (1876–1936), Erzbischof von Mexiko
- María Guadalupe García Zavala (1878–1963), Selige, Ordensgründerin
- Gabriel Pareyon (* 1974), Musiktheoretiker und Komponist
- Antonio Ortuño (* 1976), Journalist und Schriftsteller
- Juan Pablo Rodríguez (* 1979), Fußballspieler
- Luis Camacho Haro (* 1983), Fußballtrainer und -spieler
- Alejandro González junior (1993–2016), Boxer
- Michael Pérez (* 1993), Fußballspieler
- Donovan Carrillo (* 1999), Eiskunstläufer
- Damaris Godínez (* 1999), Fußballspielerin
- Valeria Meza (* 1999), Fußballspielerin
- Peso Pluma (* 1999), Sänger und Rapper
- Lía Romero (* 2000), Fußballspielerin
- Jesús Orozco (* 2002), Fußballspieler
- Luisa de Alba (* 2003), Fußballspielerin
- Gerardo Arteaga (* 2003), Fußballspieler
- Celeste Espino (* 2003), Fußballspielerin